# Igor Saavedra Gatica
Igor Ilich Saavedra Gatica (Santiago, 4 de mayo de 1932-ibíd., 8 de octubre de 2016) fue un destacado físico e intelectual chileno. Recibió el Premio Nacional de Ciencias de Chile en 1981 por su destacada labor en el campo de la física teórica y mecánica cuántica, siendo así el primer académico de su facultad en recibir esta distinción.

## Biografía
Hijo de Robinson Saavedra e Inés Gatica
Se tituló como Ingeniero Civil Eléctrico de la Universidad de Chile en 1957. Obtuvo un Doctorado en Física Teórica en la Universidad de Mánchester, Gran Bretaña.
Fue académico en la Facultad de Ciencias Físicas y Matemáticas de la Universidad de Chile, donde impulsó y formalizó la Licenciatura en Física como grado académico. Además formó el primer equipo de física nuclear en la misma universidad.
En 1999 fue distinguido como Profesor Emérito de la Universidad de Chile. En 2005 recibió la Medalla Rector Juvenal Hernández Jaque por su labor en docencia, investigación y extensión en la misma institución. En el año 2000 recibió la Medalla de Oro del Instituto de Ingenieros de Chile.
Lideró junto con Jacobo Rappaport el montaje del acelerador de partículas Cockroft Walton, que se instaló en el subterráneo del edificio de Física de la Universidad de Chile. Este proyecto cambió para siempre la historia de la investigación científica en Chile, pues esta tecnología inició a la investigación de la energía nuclear en nuestro país.
Fue vicepresidente de CONICYT, Presidente de la Comisión Nacional de Energía Atómica, Presidente del Consejo Superior de Ciencias FONDECYT, Presidente de la Academia Chilena de Ciencias y Presidente del Directorio de Fundación Andes.
Fue uno de los formadores del Comité Nacional ICSU (International Council for Scientific Union) que juntaba a los grupos de investigación asociados a las sociedades científicas internacionales.

## Reconocimientos
- Profesor Emérito de la Universidad de Chile (1999)
- Medalla de Oro del Instituto de Ingenieros de Chile (2000)
- Medalla Rector Juvenal Hernández Jaque de la Universidad de Chile, mención Ciencia y Tecnología (2005)[7]
- Premio Nacional de Ciencias de Chile (1981)

## Publicaciones
Libros
- Saavedra, I (1969). Física de partículas. Washington, D.C: OEA, Secretaría General, Programa Regional de Desarrollo Científico y Tecnológico.
- Saavedra, I (1978). Tiempo, espacio, movimiento: los principia de Newton. Santiago: Universitaria.
- Saavedra, I (1978). Algunas reflexiones sobre modelos. Santiago: Nueva Universidad.
- Saavedra, I (1979). Ciencia y universidad. Santiago: Corporación de Estudios Universitarios.
- Saavedra, I; Utreras, C (1979). Mecánica Clásica. Valdivia: Univ. Austral de Chile, Dpto. de Extensión Académica.
- Saavedra, I (1985). La ciencia, el armamentismo y la paz. Santiago: Patris.
- Saavedra, I; Ovalle, M (2014). Mitofísica. Mitología Y Física. Caos Y Orden Del Cosmos. Chile: Sofia Del Sur. ISBN 9789568987039.

Artículos en revistas